# رينان باربوسا كونتار
رينان باربوسا كونتار (من مواليد 25 ديسمبر 1983) هو سياسي برازيلي ، وهو حاليًا نائب دولة لماتو جروسو دو سول .  
التحق بالمدرسة الإعدادية للكاديت للجيش عام 2002 في كامبيناس بالبرازيل. تخرج من أكاديمية ميليتار داس أغولهاس نيغراس في عام 2006 في ريسيندي. تخرج من Escola de Aperfeiçoamento de Oficiais - EsAO ، في عام 2017. يجيد اللغتين الإنجليزية والإسبانية .  وهو من مؤيدي الرئيس جايير بولسونارو .